# جمال‌آباد (کارون)
جمال‌آباد، روستایی از توابع بخش مرکزی شهرستان کارون در استان خوزستان ایران است.

## جمعیت
این روستا در دهستان قلعه‌چنان قرار دارد و براساس سرشماری مرکز آمار ایران در سال ۱۳۸۵، جمعیت آن ۲۸۴ نفر (۵۶ خانوار) بوده‌است.